# Zzzbudilka
Zzzbudilka je literarni lik avtorja Borisa A. Novaka v istoimenski pesmi, ki je izšla v pesniški zbirki Prebesedimo besede, katere pesmi slonijo na sproščenem kovanju novih besednih zvez.

## Motiv
Motiv pesmi je budilka.

## Tematika
Tematika pesmi je hitenje, priganjanje.

## Pesniške figure
Glavno vlogo v pesmi igrajo pesniške figure:
- Aliteracija (medbesedno ujemanje soglasnikov): Zver, ki grizzze zzz zzzvonenjem.

V tem primeru ima aliteracija oziroma ponavljanje soglasnika Z še posebno funkcijo, saj poskrbi tudi za zvočni učinek, ki oponaša zvonjenje oziroma brnenje budilke. 
- Anafora oziroma ponavljanje na začetku verzov:

Budilka ni ura.

Budilka je - mora!

Budilka je - zzzver!
- Rima v tej pesmi ni pogosta, saj je za namen želene zvočnosti, torej oponašanja budilke, nepotrebna. Primer preproste zaporedne rime na koncu pesmi:

Budilka, ti sploh nisi budilka!

Ti si ena grozzzna - zzzbudilka!
- Ritem pesmi je zelo razgiban in se pogosto menja, kar pa tudi ni naključje, saj zelo dobro ponazori dinamiko jutranjega vstajanja, ko v najgloblji spanec zareže zvok nadležnega zvonjenja budilke.

## Vir
- Boris A. Novak: Prebesedimo besede.Partizanska knjiga , Ljubljana , 1981.